# Паттерн де Винтера
Паттерн де Винтера (синдром де Винтера) — вариант электрокардиограммы (ЭКГ), который позволяет предположить внезапную острую окклюзию передней нисходящей артерии (ПНА). Симптомы включают боль в груди, одышку и потливость.
Хотя паттерн де Винтера обычно наблюдается вследствие закупорки ПНА, могут быть поражены и другие артерии. Факторы риска такие же, как и при других типах ишемической болезни сердца. Основной механизм возникновения неясен, хотя он может включать субэндокардиальную ишемию или коллатеральное кровообращение.
Диагноз ставится на основании ЭКГ, показывающей депрессию сегмента ST в точке J от 1 до 3 мм в грудных отведениях V1-V6, которая затем переходит в высокие и симметричные зубцы T. Сегмент ST восходящий, а в отведении aVR (усиленное отведение от правой руки) часто наблюдается подъём сегмента ST на 0,5-2 мм. Комплекс QRS либо нормальный, либо слегка расширен.
Лечение проводится так же, как при инфаркте миокарда с подъёмом сегмента ST (ИМпST), при этом предпочтительным является первичное чрескожное коронарное вмешательство (ЧКВ). Синдром де Винтера встречается редко, возникая у 2-3 % людей с инфарктом передней стенки миокарда. Развивается чаще у мужчин, чем у женщин. Впервые синдром был описан в 2008 году Робертом Дж. де Винтером.